# 落下闳
落下闳（前156年—前87年）复姓落下，名闳（音同"宏"），字长公，巴郡阆中（今中国四川省阆中市）人，中国古代西汉时期的天文学家，太初历的主要创立者。渾天說創始人之一。

## 生平
早年隐居于民间。当时广泛推行的是秦朝制订的颛顼历，其特点是以十月为每年的第一个月，九月为最后一个月，按照冬、春、夏、秋的顺序排列四个季节。这种历法虽然与实际天象比较符合，但是给农业生产带来众多不便。汉武帝元封六年，邓平、唐都、落下闳等多位天文学家被征召至长安创立新的历法，于太初元年（公元前104年）创立了中国古代第一部有完整的文字记载的新历—太初历。。落下闳等人创立的太初历重新确定了春、夏、秋、冬的顺序，以孟春正月朔日为一年的开始，这也是中国春节的来历。
此外，落下闳还创造了浑仪、提出了浑天说，是世界较早的地球为中心的宇宙观。他的许多思想对后世的中国古代天文学家产生了很大的影响，被巴蜀人称为“前圣”。在数学方面，他发明“连分数（辗转相除）求渐进分数”的方法，定名“通其率”，现代学者称之为“落下闳算法”。
为纪念落下闳，2004年9月，中国科学院国家天文台发现的第16757号小行星命名为“落下闳”。四川阆中建立了落下闳故居，运用现代科技手段展现落下闳的贡献，2006年1月正式对外开放